# 姜锋
姜锋（1960年5月—），男，汉族，陕西澄城人，中华人民共和国政治人物。陕西省宝鸡供销商业学校财会专业毕业，中共中央党校函授学院经济管理专业毕业，长江商学院EMBA高级管理人员工商管理硕士，高级会计师。现任陕西省人大常委会副主任。

## 生平
1980年9月，在陕西省宝鸡供销商业学校财会专业学习。1982年7月参加工作，任陕西省财政厅企业财务处干部，商贸处商粮科科员、副科长、科长。1987年7月加入中国共产党。1990年11月，任陕西省财政厅商贸处副处长。1993年9月，任西北饭店有限责任公司党委书记、总经理。1996年12月，任陕西省财政厅党组成员、副厅长（1995年9月至1997年12月，参加陕西省委党校经济管理专业学习；2001年9月至2004年7月，参加中央党校函授学院经济管理专业学习）。2005年5月，任陕西省地方税务局党组副书记、局长（其间：2007年3月至2008年1月，参加中共中央党校中青班学习）。
2011年1月，任中共咸阳市委副书记，市政府党组书记、副市长、代市长（2月当选市长）（2009年5月至2011年10月，参加长江商学院EMBA专业学习，获高级管理人员工商管理硕士学位）。2013年2月，任中共咸阳市委书记。2015年4月，任陕西省人民政府副省长。
2017年5月，任中共陕西省委常委、省委统战部部长。2018年1月，当选第十三届全国政协委员。2020年1月，当选陕西省人大常委会副主任。